# 廣山望
廣山望（1977年5月6日—），已退役日本足球運動員，司職中场，前日本國家足球隊成員。

## 俱樂部生涯
广山望出生于1977年5月6日，他在1996年加盟千叶市原。在效力球队几年已经参加了120场日职联赛，打进12个进球。
广山望于今年初被租借到波特诺山丘，租借费仅为一万美元。
26岁的广山望在2001年赛季效力于葡超球队布拉加，但因伤少有机会上场，合约期满后现以自由球员身份转会。
2002年12月24日，法甲球队蒙彼利埃宣布与日本中场球员广山望签约一年，这样他成了第一位登陆法甲的日本球员。
随后，他便离开了法国，在日职联赛和美国大联盟效力后退役。

## 國家隊生涯
广山望在1997年代表日本参与了U20世界杯，并在2001年入选日本国家足球队出战两场比赛。

## 外部連結
- National Football Teams （页面存档备份，存于）
- 廣山望公式ホームページ （页面存档备份，存于）
- 廣山望 – FIFA國際賽競賽紀錄 (存檔)（英文）
- プロフィールPDF日本サッカー協会 2012.05.10
- 廣山望在 National-Football-Teams.com 上的出场纪录
- Japan National Football Team Database （页面存档备份，存于）
- 日本職業足球聯賽中的廣山望 （日語）